# 韦丰年

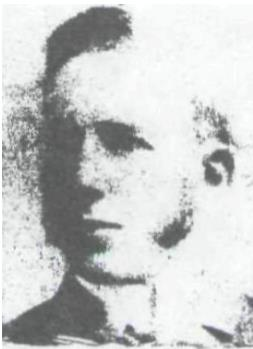
韦丰年肖像

韦丰年（英語：George Cornwell，—1909年），美国纽约州人，美北长老会传教士，1894年与妻子到中国山东烟台传教，1897年创立益文商业专科学校的前身毓璜顶英文馆，1909年与妻子均因霍乱在烟台去世。

## 生平
韦丰年是美国纽约州人，毕业于阿默斯特學院、纽约协和神学院。1894年，作为美北长老会传教士的韦丰年与妻子到山东烟台传教，并协助郭显德处理教务，创建博物馆，监督建筑工程，创设青年会等工作。后鉴于烟台缺乏英文及商业人才，韦丰年与烟台士绅商洽，募款于1987年兴建毓璜顶英文馆。聘请当地传教士夫人在英文馆担任义职，同时向美国本土长老会呼吁派遣教师。1903年，毕维廉夫妇从美国来到烟台，在英文馆任教。
1909年，韦丰年与妻子均因霍乱去世，安葬于烟台毓璜顶美国公墓。

## 纪念
1909年，韦丰年去世后，毕维廉继任英文馆（后改称实益学馆）校长。1912年，毕维廉募款兴建的实益学馆教学大楼被命名为“思韦堂”，以示对韦丰年的纪念。